# Поєтарі
Поєтарі (рум. Poietari) — село у повіті Біхор в Румунії. Входить до складу комуни Покола.
Село розташоване на відстані 388 км на північний захід від Бухареста, 49 км на південний схід від Ораді, 98 км на захід від Клуж-Напоки, 133 км на північний схід від Тімішоари.

## Населення
За даними перепису населення 2002 року у селі проживали 113 осіб, з них 111 осіб (98,2%) румунів. Рідною мовою 111 осіб (98,2%) назвали румунську.